# Flight World War II
Flight World War II è un film del 2015 diretto da Emile Edwin Smith con memorie di Countdown dimensione zero (1980) con Kirk Douglas.

## Trama
Un aereo civile Boeing 757 attraversa una misteriosa perturbazione ritrovandosi in Francia nel 1940, in pieno conflitto mondiale ma con un diverso andamento storico, come lo sterminio degli evacuati da Dunkerque e l'anticipata entrata in servizio dei jet nazisti Messerschmitt Me 262.
L'equipaggio e i passeggeri, nel disperato tentativo di tornare a casa sani e salvi, lavoreranno per cambiare le sorti del conflitto.